# Hardcore Will Never Die, But You Will
A Hardcore Will Never Die, But You Will a Mogwai hetedik stúdióalbuma, amelyet 2011. február 14-én adott ki a Rock Action Records az Egyesült Királyságban és Európában, valamint 15-én a Sub Pop az Amerikai Egyesült Államokban.
Borítóján New York látható a Hudson-folyó felől fotózva. A You're Lionel Richie dal címe a mondat, amit a másnapos Stuart Braithwaite mondott az énekesnek.
A kibővített kiadáson szerepel a Music for a Forgotten Future (The Singing Mountain) című, 23 perc 23 másodperc hosszú szerzemény, amelyet Douglas Gordon és Olaf Nicolai írtak Essenben.

## Számlista
Az összes dal szerzője a Mogwai. 
| 1.    | White Noise                        | 5:04 |
| 2.    | Mexican Grand Prix                 | 5:18 |
| 3.    | Rano Pano                          | 5:15 |
| 4.    | Death Rays                         | 6:01 |
| 5.    | San Pedro                          | 3:27 |
| 6.    | Letters to the Metro               | 4:41 |
| 7.    | George Square Thatcher Death Party | 4:00 |
| 8.    | Hot to Be a Werewolf               | 6:23 |
| 9.    | Too Raging to Cheers               | 4:30 |
| 10.   | You're Lionel Richie               | 8:29 |
| 53:08 |                                    |      |

| 1. | Slight Domestic (iTunes USA/Japán) | 5:35 |
| 2. | Hasenheide (Japán)                 | 3:29 |

## Fogadtatás
Az album általánosságban pozitív értékeléseket kapott. A Metacriticen 34 értékelés alapján 77 pontja lett.

## Közreműködők

### Mogwai
- Stuart Braithwaite – gitár
- Dominic Aitchison – basszusgitár
- Martin Bulloch – dob
- Barry Burns – gitár, billentyűk
- John Cummings – gitár

### Más zenészek
- Luke Sutherland – gitár, hegedű, ének
- Kate Braithwaite, Andrew Lazonby, Kiko Loiacono, Kim Supajirawatananon – különböző hangok

### Gyártás
- Paul Savage – producer, hangmérnök, keverés
- Greg Calbi – maszterelés
- Antony Crook – fotók
- Niall McMenamin – hangmérnök, -technikus
- DLT – grafika

## Helyezések
| Lista (2011)                                 | Helyezés |
| -------------------------------------------- | -------- |
| Ausztrália (ARIA Top 50 Albums)              | 37       |
| Ausztria (Ö3 Austria Top 40)                 | 49       |
| Belgium (Ultratop Flandria)                  | 31       |
| Belgium (Ultratop Vallónia)                  | 39       |
| Hollandia (Dutch Charts Album Top 100)       | 83       |
| Belgium (Ultratop Flandria)                  | 31       |
| Franciaország (SNEP Album Top 100)           | 46       |
| Németország (Media Control Top 100 Album)    | 27       |
| Írország (IRMA)                              | 25       |
| Egyesült Királyság (Scottish Albums)         | 12       |
| Svédország (Sverigetopplistan Top 60 Albums) | 57       |
| Egyesült Királyság (UK Albums Chart)         | 25       |
| Egyesült Királyság (UK Independent Albums)   | 4        |
| USA Billboard 200                            | 97       |
| USA Top Alternative Albums (Billboard)       | 15       |
| Belgium (Ultratop Flandria)                  | 31       |
| USA Independent Albums (Billboard)           | 14       |
| USA Top Rock Albums (Billboard)              | 25       |

## Fordítás
Ez a szócikk részben vagy egészben  a   Hardcore Will Never Die, but You Will című angol Wikipédia-szócikk ezen változatának fordításán alapul.  Az eredeti cikk szerkesztőit annak laptörténete sorolja fel. Ez a jelzés csupán a megfogalmazás eredetét és a szerzői jogokat jelzi, nem szolgál a cikkben szereplő információk forrásmegjelöléseként.